# Verhandeling op d'onacht der moederlyke tael in de Nederlanden

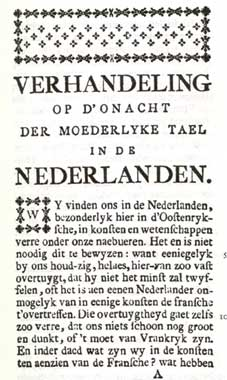
La première page de la Verhandeling op d'onacht der moederlyke tael in de Nederlanden (Traité sur l'indifférence témoignée à la langue maternelle aux Pays-Bas), publié en 1788, de Jan Baptist Chrysostomus Verlooy.

La Verhandeling op d'onacht der moederlyke tael in de Nederlanden (Traité sur l'indifférence témoignée à la langue maternelle aux Pays-Bas) est un manifeste écrit en 1788 par un juriste et homme politique flamand, Jan Baptist Chrysostomus Verlooy.

## Présentation
Dans son traité, Verlooy dénonce la domination de la langue française aux Pays-Bas méridionaux et appelle ses compatriotes à la reconnaissance du néerlandais, langue que l'auteur considère comme celle de la liberté civile, par opposition à celle parlée par l'élite francisante de l'Ancien Régime.
Verlooy propose, entre autres, de créer de l'enseignement en néerlandais et d'unifier l'orthographe. Seulement par de telles mesures, la langue néerlandaise peut redevenir une langue de la science. Aussi devrait-il y avoir des représentations de pièces de théâtre en néerlandais pour promouvoir la culture néerlandaise. En outre, Verlooy estime le nombre de francophones à 5 % de la population de la capitale.
Étant sous l'étroite surveillance de l'administration autrichienne, Verlooy publia son traité anonymement, soi-disant « à Maastricht » mais, en fait, à Bruxelles.
Le manifeste est considéré comme le premier écrit théorique démontrant la nécessité d'un mouvement flamand et ayant comme but de contribuer à l'appréciation du néerlandais comme une langue qui vaut autant que les autres langues véhiculaires émancipées, en particulier le français.
Quelques extraits :

« Jamais les hautes autorités ont prêté quelque attention que ce soit à notre langue. Ni l'université de Louvain ni l'Académie de Bruxelles ont fait plus que s'abstenir de la condamner ; notre orthographe n'est pas encore fixée [...]. »

« Du moins, considérons-nous, tous ensemble, en tant que Néerlandais, bien que séparés par des États, comme des compatriotes et des frères en arts néerlandais. [...]  Commencez !  Faites quelque chose, aussi peu que ce soit !  Montrez quand même que vous souhaitez que notre langue soit respectée et elle le sera ! »

Le texte intégral est disponible sur le site web de la Bibliothèque numérique des lettres néerlandaises ainsi que sur Google Livres.

## Ressources